# Montgomery Ward Company Complex
Pour les articles homonymes, voir Montgomery et Ward.
Le Montgomery Ward Company Complex, ou simplement The Montgomery, est un bâtiment situé dans le centre-ville de Chicago, dans l'État de l'Illinois, aux États-Unis. Son adresse se trouve au 617-618 West Chicago Avenue, le long de la branche nord de la rivière Chicago, dans le quartier industriel de Goose Island (à l'extrémité ouest du secteur de Near North Side).
Propriété du chef d'entreprise et homme d'affaires Aaron Montgomery Ward, le bâtiment constitue l'ancien siège national de Montgomery Ward qui est la plus ancienne entreprise de vente par correspondance des États-Unis.
Achevé en 1907, le bâtiment est classé sur la liste des National Historic Landmarks en 1978, du Registre national des lieux historiques (National Register of Historic Places) la même année et des Chicago Landmarks (CL) en 2000. Le Merchandise Mart, plus grand bâtiment commercial du monde à son achèvement en 1930,, se situe non loin de là.

## Description
Avant la construction du Montgomery Ward Company Complex, le siège de l'entreprise Montgomery Ward se trouvait dans le Montgomery Ward Building, un bâtiment de grande hauteur situé dans le centre de Chicago. Achevé en 1899, il devint le premier bâtiment de plus de 100 mètres en dehors de New York et le plus haut de la ville de Chicago jusqu'en 1922 date à laquelle fut achevé le Wrigley Building (le siège de la Wm. Wrigley Jr. Company, une entreprise de fabrication de chewing-gum).
Le Montgomery Ward Building fut le siège de l'entreprise durant dix ans. Le bâtiment était surmonté d'un beffroi qui fut démonté quelques années plus tard. Situé dans le district historique de Michigan Boulevard District, le long de Michigan Avenue en face de Grant Park, le bâtiment est toujours debout aujourd'hui. Le Montgomery Ward Building est moins reconnaissable, car l'ajout de quatre étages à la partie inférieure du bâtiment, suivi de la suppression de la partie pyramidale supérieure, a constitué un changement considérable.
Au début des années 1900, son bâtiment de Michigan Avenue ne fut plus en mesure de gérer l'énorme volume de commandes de l'entreprise. Montgomery Ward lança le chantier de ses nouveaux bâtiments : le Montgomery Ward Company Complex. En 1907, l'entreprise installa son siège dans le bâtiment administratif de ce nouveau complexe de huit étages et d'une superficie de 2 millions de pieds carrés, renforcé de béton armé, situé au 600 West Chicago Avenue le long de la branche nord de la rivière Chicago.

## Architecture

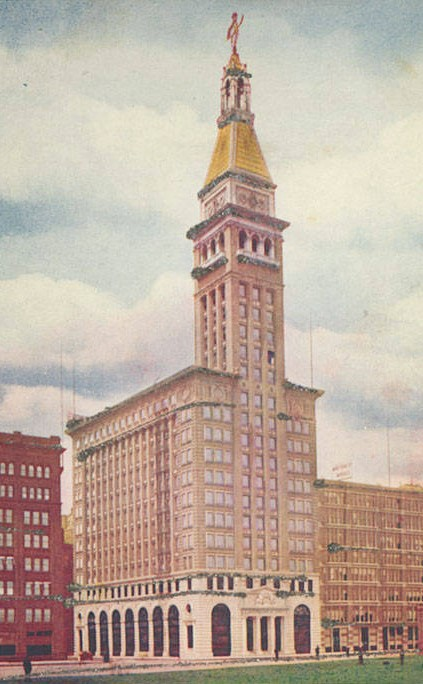
Le Montgomery Ward Building, ancien siège de la compagnie (1899-1909).

Les deux bâtiments principaux du complexe, l'ancien bâtiment administratif et la maison de vente par correspondance, furent construits avec une ossature en acier (grille rectangulaire et colonnes verticales en acier) et une dalle en béton armé (constitué de béton et de barres d'acier). Ils furent tous les deux conçus dans le style Chicago (mouvement issu de l'École d'architecture de Chicago) par les architectes Richard E. Schmidt et Hugh Garden, membres du cabinet d'architectes Schmidt, Garden and Martin.
Le bâtiment administratif, d'une surface totale de 400 000 pieds carrés (environ 37 000 m2) et haut de huit étages, servait de siège social à Montgomery Ward jusqu'en 1974, l'entreprise fondée par l'homme d'affaires Aaron Montgomery Ward. Il présente des motifs d'épée et de torche sur la base et des piliers verticaux qui s'élèvent sans interruptions, aboutissant à un parapet avec des motifs similaires à la base. Une tour de quatre étages a été ajoutée en 1929 à l'angle nord-est du bâtiment, avec une tour de forme pyramidale.
À 12 mètres au nord du bâtiment administratif se trouve la maison de vente par correspondance. Également connu sous le nom de « maison du catalogue », le bâtiment s'étale sur une surface de 2 000 000 pieds carrés (environ 186 000 m2), et était au cœur des opérations de Montgomery Ward.

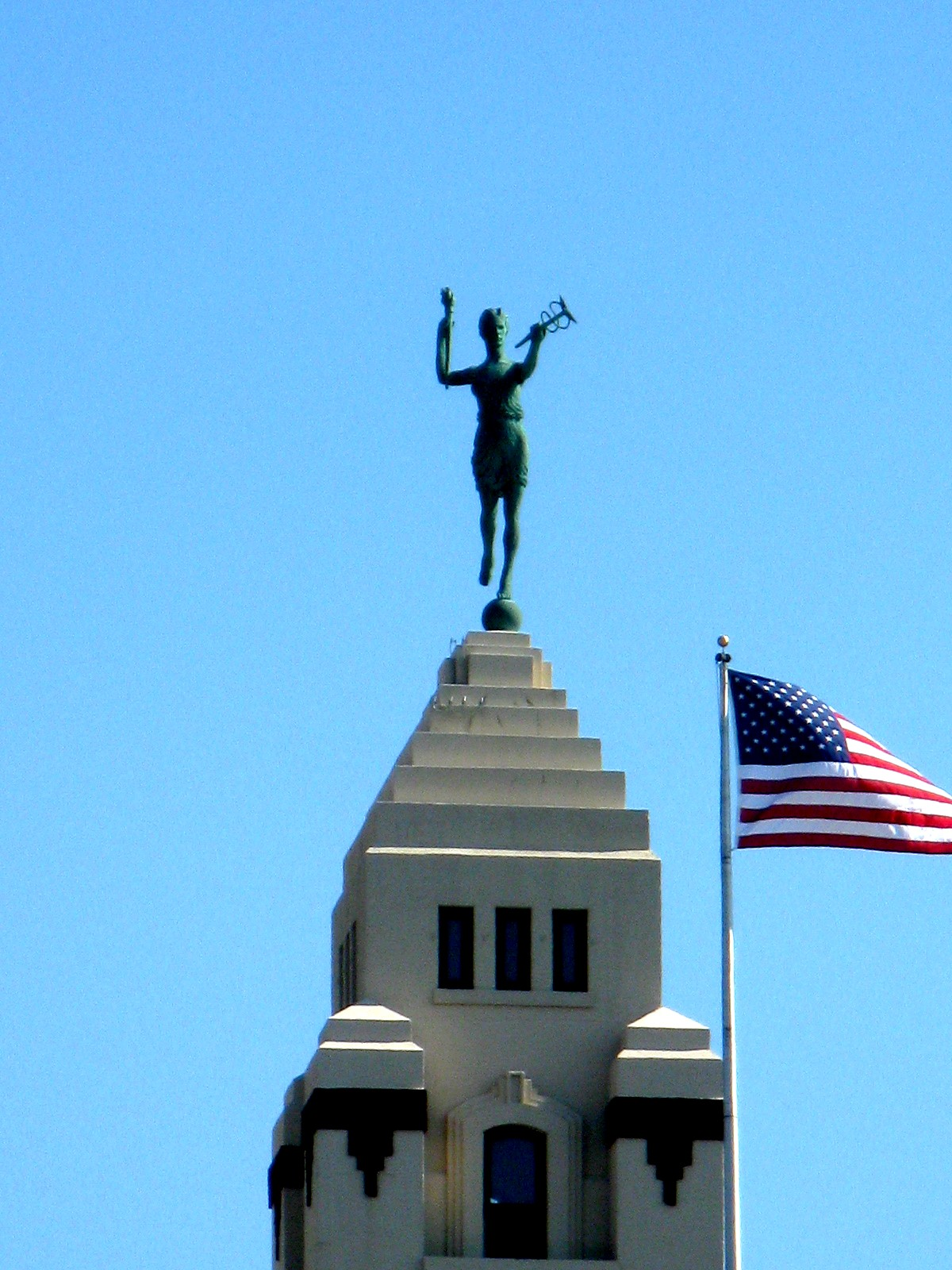
La forme pyramidale de la tour est surmontée d'une statue appelée Spirit of Progress.

Achevé en 1907, le bâtiment de huit étages fut peint en blanc et coiffé d'un toit plat. Chaque étage possède une capacité d'environ 24 000 m2. La façade ouest, bordée par le bras nord de la rivière Chicago, s'étend sur près de 1 100 pieds (340 mètres) de longueur. À une certaine époque, le bâtiment avait sa propre succursale de bureau de poste et une plate-forme d'expédition au rez-de-chaussée pouvant accueillir 24 wagons de marchandises.
Depuis le 2 juin 1978, le Montgomery Ward Company Complex est inscrit sur les prestigieuses listes des National Historic Landmarks (NHL) et du Registre national des lieux historiques (National Register of Historic Places ; NRHP) par le National Park Service (NPS). Le 17 mai 2000, le bâtiment a été désigné « monument historique de Chicago » (Chicago Landmark ; CL) par les membres de la Commission on Chicago Landmarks (CCL) de la ville de Chicago avec l'approbation du conseil municipal de Chicago. Ainsi, le Montgomery Ward Company Complex constitue non seulement un bâtiment d'intérêt historique mais bénéficie également d'une protection patrimoniale à la fois au niveau fédéral et municipal.
Des années plus tard, Montgomery Ward and Company se développa et fit construire plusieurs entrepôts supplémentaires et des parkings, ainsi qu'un immeuble de bureaux de 26 étages en 1972. Ils furent conçu par l'architecte d'origine japonaise Minoru Yamasaki qui a également conçu les anciennes tours du World Trade Center à New York,.

## Occupants
À la suite de la faillite de l'entreprise Montgomery Ward en juin 2001, les premiers bâtiments ont commencé à être transformés en condominiums haut de gamme. En 2004, la tour de bureaux a également été convertie en logements résidentiels. Aujourd'hui, l'ensemble des bâtiments s'appelle The Montgomery.
Le bâtiment de la Mail Order House abrite désormais des restaurants, le Big Ten Network, les entreprises Wrigley, Echo Global Logistics, David Barton Gym, Allyu Spa, Groupon, Kingsbury Yacht Club, InnerWorkings , Uptake, Dyson Inc. et près de 300 condominiums de luxe. Les bureaux de Bankers Life & Casualty à Chicago étaient également situés dans le bâtiment pendant plusieurs années, jusqu'à ce que l'expansion de Groupon conduise Bankers Life à déménager fin 2011.

## Galerie d'images

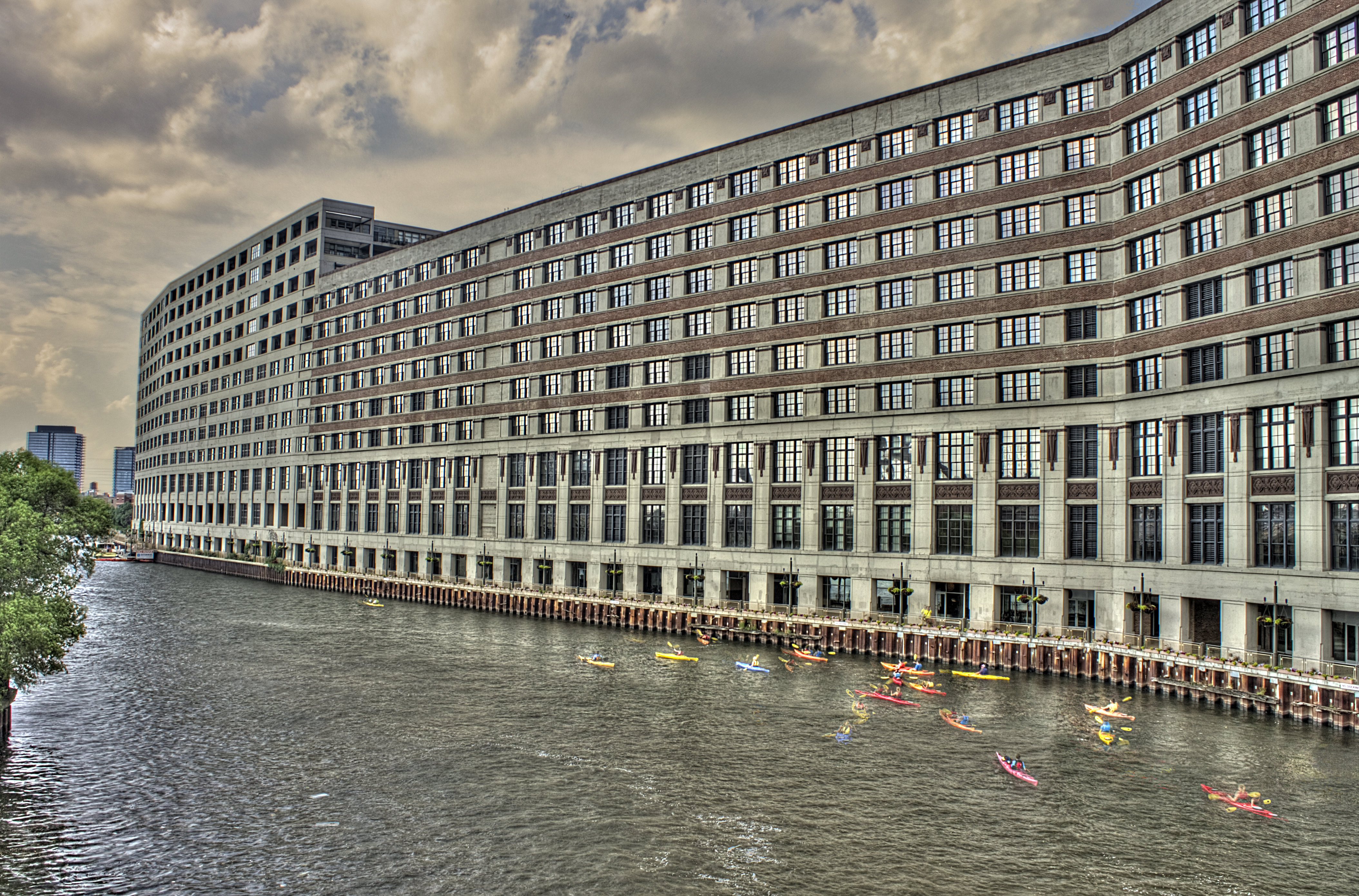
Le bâtiment bordant la rivière Chicago.
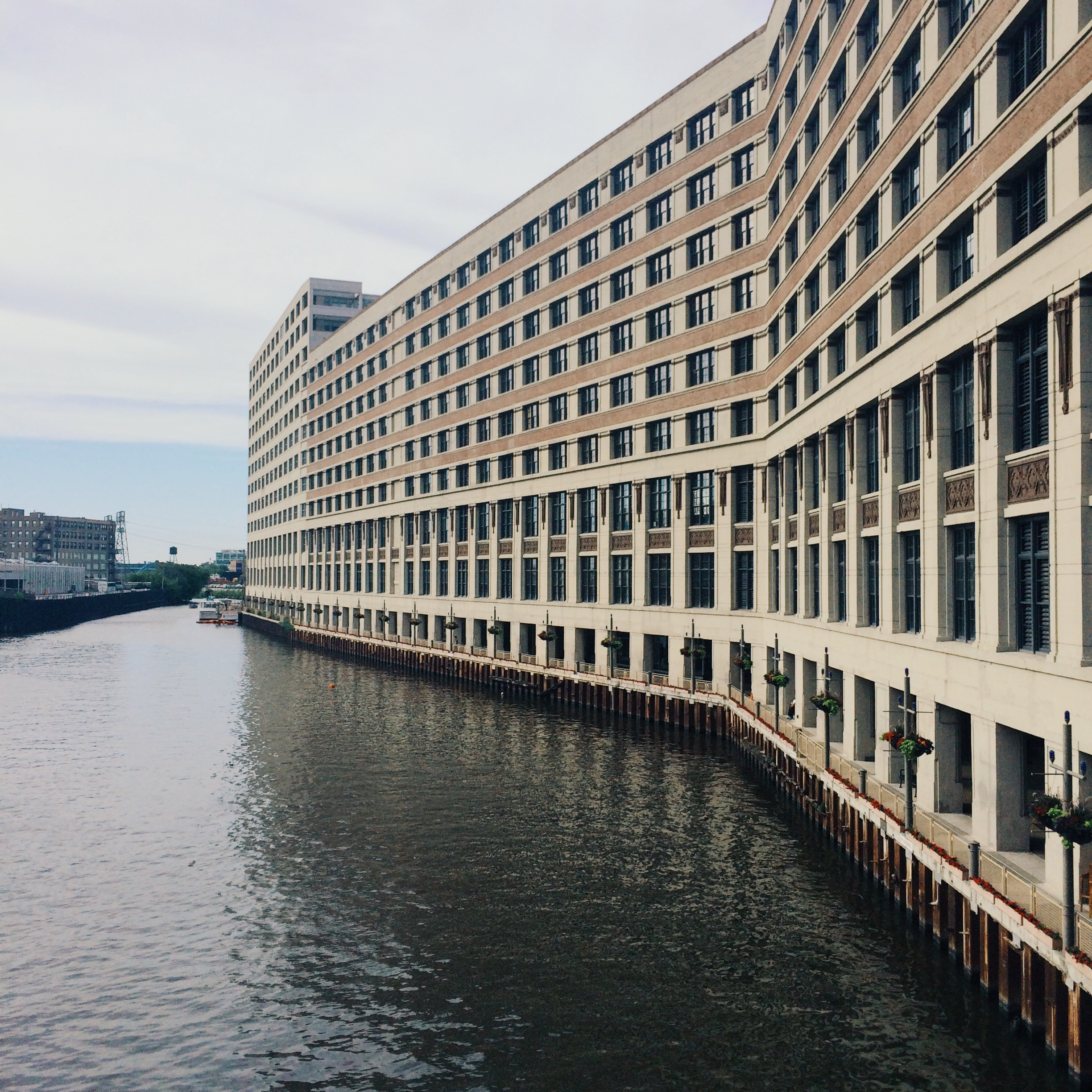
Vue de la rivière Chicago.
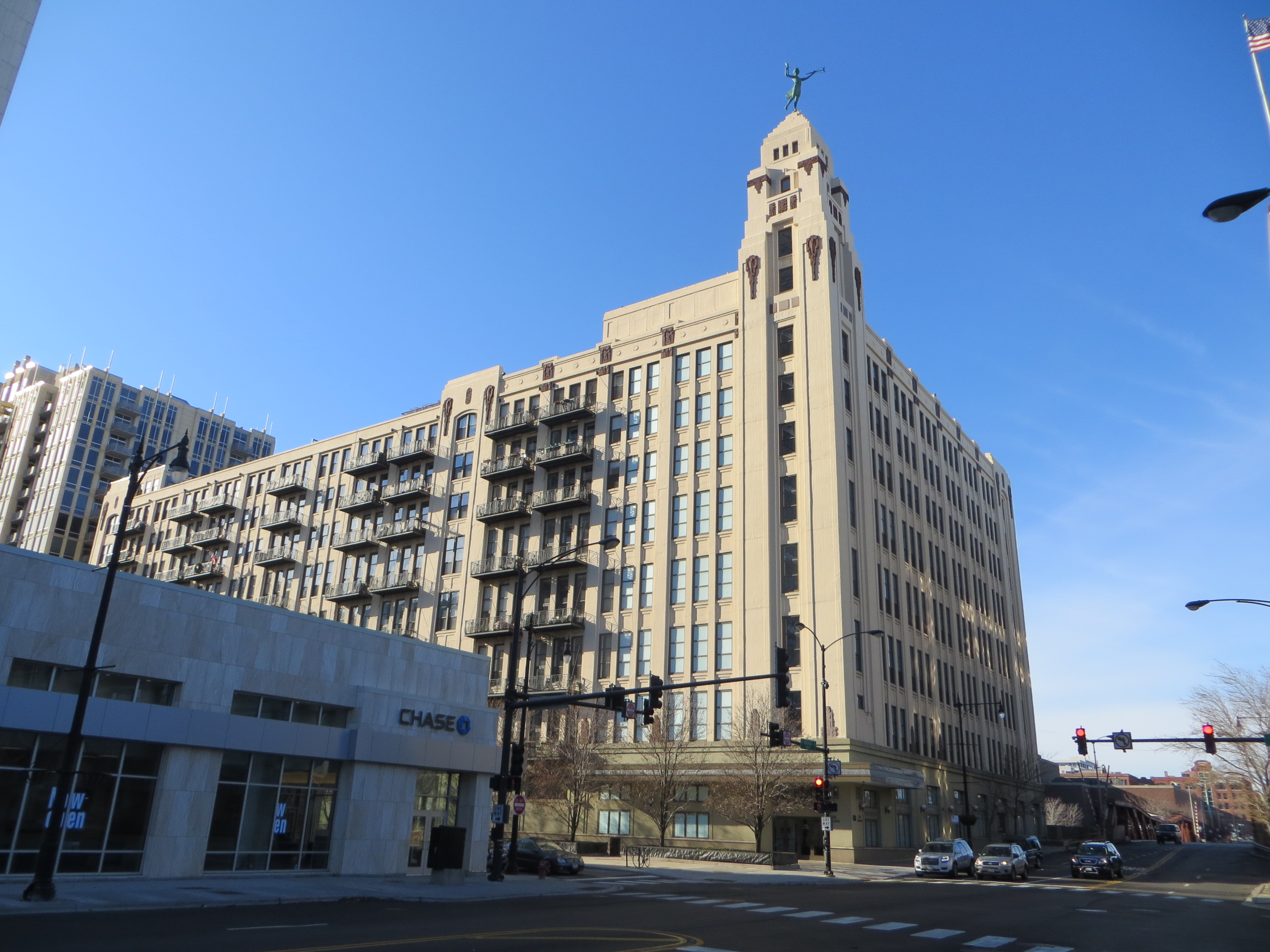
Vue de l'arrière du bâtiment.
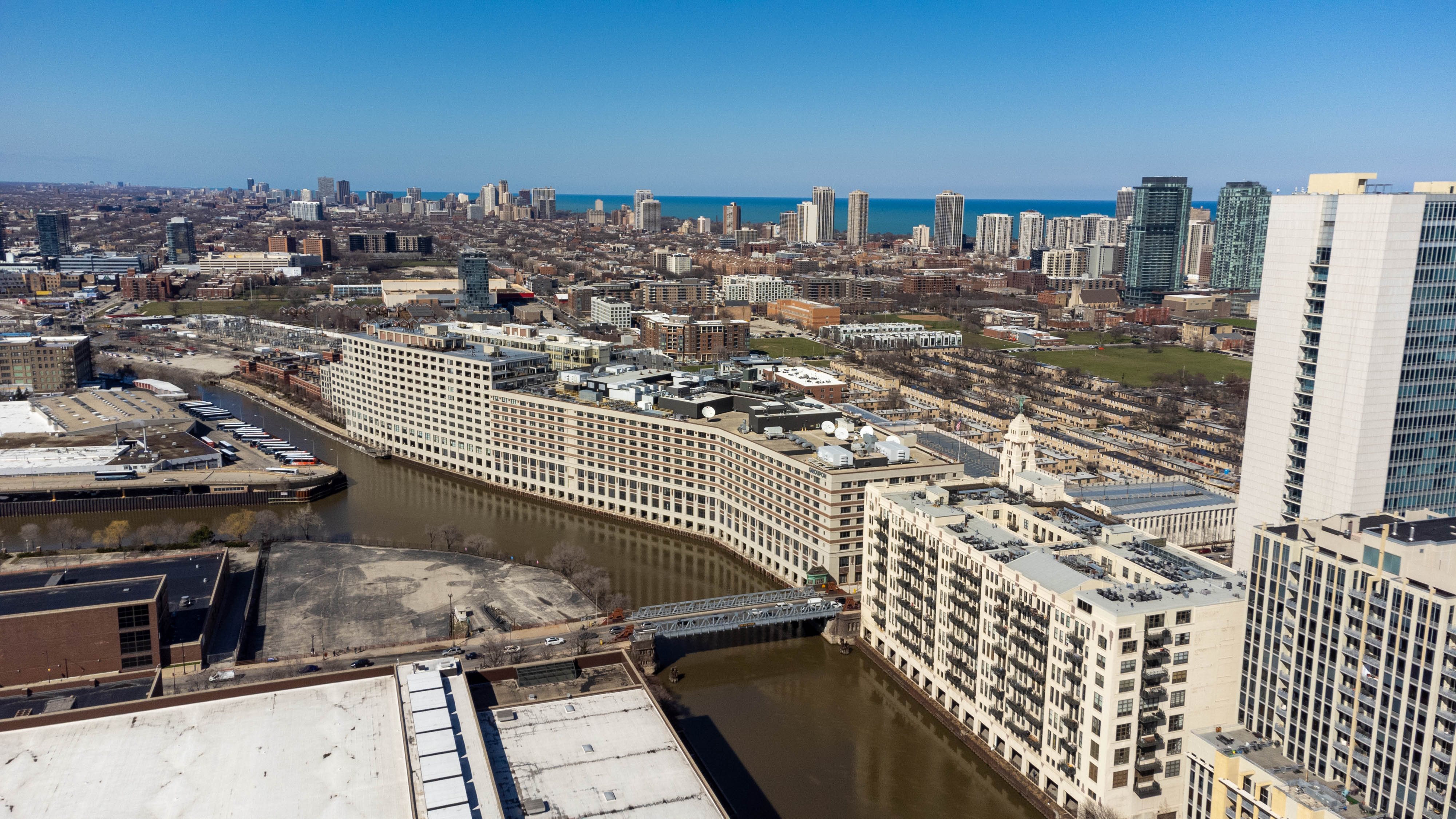
Vue aérienne du bâtiment.